# كبار (السدة)

تعديل مصدري - تعديل

كبار محلة تابعة لقرية ذي الجرف، التابعة لعزلة جبل الجبالي بمديرية السدة إحدى مديريات محافظة إب في الجمهورية اليمنية.، بلغ تعداد سكانها 32 حسب تعداد اليمن لعام 2004.